# 維羅提航空
維羅提航空（西班牙語：Volotea）是一家西班牙的低成本航空公司，總部位於巴塞隆納，成立於2011年。主要經營法國、南歐、東歐等國際航班，並兼營季節旅遊包機。

## 外部連結
- 維羅提航空官網 （页面存档备份，存于）
- 維羅提航空的Facebook專頁